# Zew morza (film)
Zew morza – polski niemy film fabularny z 1927 roku.
W 2013 roku został zrekonstruowany cyfrowo na podstawie dwóch odnalezionych kopii.

## Geneza i wyjątkowość produkcji
Film „Zew morza” w reżyserii Henryka Szaro to jedna z pierwszych polskich produkcji o silnie zarysowanym wątku morskim, napisana przez Stefana Kiedrzyńskiego – odchodząca od dominujących adaptacji literackich tamtej epoki.
Była to pierwsza polska superprodukcja z udziałem Wojska Polskiego: nakręcono sceny na pokładzie rzeczywistych okrętów, hydroplanów i lotnictwa wojskowego, tym samym podkreślając budowany w latach 20. potencjał marynarki i floty.
Niemy dramat romantyczno‑sensacyjny kręcono w plenerach: Gdynia, Gdańsk, Puck, a także na otwartym Bałtyku – co stawia go w czołówce ambitnych produkcji plenerowych międzywojennej Polski. Z kolei, ujęcia lotnicze i marynistyczne filmowano przy współpracy z Marynarką Wojenną oraz lotnictwem, tym samym nadając  produkcji rzadką autentyczność i widowiskowy charakter.
Ocalone fragmenty filmu przetrwały dzięki wersjom polskim i radzieckim, a rekonstrukcji cyfrowej dokonano w 2013–2014 w Filmotece Narodowej. Efekt zaprezentowano m.in. na Festiwalu Nowe Horyzonty we Wrocławiu w 2015.
Obecna wersja filmu zawiera również stylową, nową ścieżkę dźwiękową autorstwa Krzesimira Dębskiego, wykonywaną na żywo podczas seansów plenerowych i festiwalowych.

## Fabuła
Historia przedstawia losy Stacha (Jerzy Marr), syna młynarza, który z dziecięcych marzeń o morzu staje się oficerem marynarki handlowej. Po latach wraca do rodzinnej wsi, gdzie ponownie spotyka ukochaną Hankę (Maria Malicka). Fabułę wzbogacają wątek wynalazcy, działania gangu przemytników oraz ratunek Stacha przez wojsko – nadając produkcji ponadczasowy charakter patriotyczno-sensacyjny.

## Obsada
- Maria Malicka – Hanka
- Krysia Długołęcka – Hanka w wieku 7 lat
- Jerzy Marr – Stach
- Antoni Różański – młynarz
- Tadeusz Fijewski – Stach w wieku dziecięcym
- Mariusz Maszyński – Safanduła
- Józefa Modzelewska – żona młynarza
- Stefan Szwarc – bosman, herszt bandy przemytników
- Nora Ney – egzotyczna Jola
- Michał Halicz – członek szajki
- Aleksander Maniecki – sternik
- Stefan Hnydziński – parobek w młynie
- Janusz Ziejewski – marynarz
- Nina Świerczewska – subretka

## Ekipa
- Reżyseria – Henryk Szaro
- Scenariusz – Stefan Kiedrzyński
- Zdjęcia – Seweryn Steinwurzel
- Scenografia – Józef Galewski
- Produkcja – Leo-Film
- Kierownik produkcji – Maria Hirszbein